# Сенатор, Герман
Герман Сенатор (нем. Hermann Senator; 1834—1911) — немецкий медик; почётный профессор Берлинского университета; доктор медицины.

## Биография
Герман Сенатор родился 6 декабря 1834 года в городе Гнезно в еврейской семье. По окончании университета в Берлине и получении в 1857 году степени доктора медицины (его наставниками были Шёнлейн, Мюллер, Траубе), он в течение десяти лет занимался частной практикой и приобрел имя выдающегося терапевта, что побудило университет, несмотря на его еврейской происхождение, предложить ему чтение лекций по внутренним болезням. 
С 1872 года Сенатор стал одним из редакторов «Centralblatt für die medizinische Wissenschaft».
В 1875 года Г. Сенатор был назначен экстраординарным профессором и главным руководителем больницы Августы в Берлине. 
В 1881 года Герман Сенатор был также утвержден в должности директора клиники Charité, a с 1888 года он стал руководить и университетской клиникой внутренних болезней. 
Несмотря на свое громкое имя и на ведение им клиники и поликлиники, Герман Сенатор ввиду принадлежности к еврейству не удостоился ординатуры и оставался в звании заслуженного профессора, получив, впрочем, титул тайного советника. 
Сенатору принадлежат труды ο лечении лихорадки, ο выделении белка в здоровом и больном состоянии, ο болезнях органов движения, ο заболеваниях почек и т.д. 
Имя Сенатора пользовалось в своё время популярностью и среди русских евреев, встречавших с его стороны теплое отношение. Сенатор принимал участие и в еврейской общественной жизни, примыкая по своим убеждениям скорее к ортодоксальному, нежели к либеральному течению среди германских евреев. 
Перу Сенатора принадлежит значительное число выдающихся работ по различным отраслям медицины; его труд «Albuminurie im gesunden und kranken Zustande» (1882) был переведён на многие европейские языки.
Герман Сенатор умер 14 июля 1911 года в городе Берлине.